# John Brooks
John Brooks, född 1752 i Medford, Massachusetts Bay-provinsen, död 1 mars 1825 i Medford, Massachusetts, var en amerikansk läkare, militär och federalistisk politiker. Han var guvernör i delstaten Massachusetts 1816–1823.
Brooks studerade medicin och hade sedan en framgångsrik läkarkarriär. I amerikanska frihetskriget tjänstgjorde han i slagen vid Bunker Hill, Concord, Long Island och White Plains. Mellan 1792 och 1796 tjänstgjorde han som brigadgeneral i USA:s armé.
Brooks efterträdde 1816 Caleb Strong som guvernör och efterträddes 1823 av William Eustis. Under Brooks ämbetsperiod som guvernör utträdde Maine ur Massachusetts. Efter sju ettåriga mandatperioder som guvernör lämnade Brooks politiken.
Brooks avled 1825 och gravsattes på begravningsplatsen Salem Street Burying Ground i Medford.